# Äthiopische Leichtathletik-Meisterschaften 2019
Die 48. Äthiopischen Leichtathletik-Meisterschaften (amharisch 48ኛው የኢትዮጵያ አትሌቲክስ ሻምፒዮና) wurden vom 7. bis 12. Mai 2019 im Addis-Abeba-Stadion ausgetragen. An den 40 Wettbewerben nahmen insgesamt 1376 Athleten (davon 563 Frauen) teil. Nach Angaben des Äthiopischen Leichtathletikverbandes wurden 184.000 Birr Preisgeld an die Gewinner ausgezahlt.

## Medaillengewinner

### Männer
| Disziplin          | Gold                 | Leistung     | Silber                  | Leistung     | Bronze            | Leistung     |
| ------------------ | -------------------- | ------------ | ----------------------- | ------------ | ----------------- | ------------ |
| 100 m              | Nathan Abebe         | 10,70 s      | Tewodros Atnaf          | 10,79 s      | Abdulsetar Kemal  | 11,12 s      |
| 200 m              | Nathan Abebe         | 21,05 s      | Efrem Mekonnen          | 21,29 s      | Henok Birhanu     | 21,48 s      |
| 400 m              | Amdurahman Abdo      | 46,15 s      | Ephrem Mekonnen         | 46,52 s      | Mustefa Edao      | 46,75 s      |
| 800 m              | Adisu Girma          | 1:47,66 min  | Omer Amano              | 1:48,03 min  | Bacha Morka       | 1:48,57 min  |
| 1500 m             | Tadesse Lemi         | 3:38,48 min  | Kebede Endale           | 3:41,64 min  | Birhanu Sorsa     | 3:42,44 min  |
| 5000 m             | Telahun Haile Bekele | 13:36,21 min | Abe Gashaw              | 13:40,02 min | Gemechu Dadi      | 13:46,42 min |
| 10.000 m           | Selemon Barega       | 28:23,67 min | Andamlak Belihu         | 28:25,65 min | Abadi Hadis       | 28:29,39 min |
| 110 m Hürden       | Ibrahim Jemal        | 14,10 s      | Samuel Esubalew         | 14,32 s      | Gulebo Dasaye     | 14,52 s      |
| 400 m Hürden       | Derese Tesfaye       | 51,27 s      | Gadisa Bayu             | 51,82 s      | Deribe Maraton    | 52,06 s      |
| 3000 m Hindernis   | Getnet Wale          | 8:29,91 min  | Takele Nigate           | 8:31,32 min  | Tesfaye Deriba    | 8:32,20 min  |
| 4 × 100 m Staffel  | Oromia Region        | 41,68 s      | Ethio Electric          | 41,95 s      | Amhara Region     | 42,66 s      |
| 4 × 400 m Staffel  | Oromia Region        | 3:08,03 min  | Ethiopian Youth Academy | 3:13,60 min  | Zebidar           | 3:13,93 min  |
| 10.000 m Bahngehen | Yohanis Algaw        | 42:41,55 min | Tadilo Getu             | 43:01,53 min | Birara Alem       | 43:14,55 min |
| Hochsprung         | Lim Koungdoup        | 2,10 m       | Adir Gur                | 2,08 m       | Stevem Yawal      | 2,00 m       |
| Stabhochsprung     | Samson Bacha         | 4,00 m       | Abebe Aynalem           | 3,90 m       | Mezgebu Birara    | 3,80 m       |
| Weitsprung         | Omod Okugn           | 7,57 m       | Binini Anbese           | 7,38 m       | Sarka Tuke        | 7,36 m       |
| Dreisprung         | Adir Gur             | 15,88 m      | Binini Anbese           | 15,57 m      | Josef Obang       | 15,35 m      |
| Kugelstoßen        | Zegeye Moga          | 14,89 m      | Mekuriya Haile          | 14,28 m      | Nanawi Gindebo    | 14,15 m      |
| Diskuswurf         | Mamush Taye          | 43,14 m      | Gebeyehu Gebreyesus     | 42,14 m      | Getachew Temesgen | 41,36 m      |
| Hammerwurf         | Abraham Toncho       | 47,38 m      | Kebede Chuba            | 46,90 m      | Biruk Abraham     | 46,37 m      |
| Speerwurf          | Uto Okelo            | 69,30 m      | Ubang Ubang             | 68,14 m      | Kereyu Bulala     | 66,71 m      |
| Teamwertung        | Oromia Region        | 141 Punkte   | Mekelakeya              | 125 Punkte   | Sidama Coffee     | 109 Punkte   |

### Frauen
| Disziplin          | Gold               | Leistung          | Silber                | Leistung          | Bronze                      | Leistung          |
| ------------------ | ------------------ | ----------------- | --------------------- | ----------------- | --------------------------- | ----------------- |
| 100 m              | Worke Kumalo       | 12,07 s           | Seada Siraj           | 12,11 s           | Ebise Kebede                | 12,40 s           |
| 200 m              | Seada Siraj        | 24,35 s           | Feye Frew             | 24,68 s           | Kechatu Mekuriya            | 24,92 s           |
| 400 m              | Worknesh Mesele    | 53,40 s           | Misgana Hailu         | 53,66 s           | Tsige Duguma                | 54,28 s           |
| 800 m              | Hirut Meshesha     | 2:02,48 min       | Diribe Welteji        | 2:02,84 min       | Freweyni Hailu              | 2:03,11 min       |
| 1500 m             | Lemlem Hailu       | 4:18,31 min       | Adanech Anbesa        | 4:19,32 min       | Melkam Alemayehu            | 4:19,66 min       |
| 5000 m             | Fantu Worku        | 15:53,29 min      | Hawi Feysa            | 15:54,44 min      | Alemitu Tariku              | 15:57,52 min      |
| 10.000 m           | Letesenbet Gidey   | 32:10,13 min      | Tsehay Gemechu        | 32:17,20 min      | Netsanet Gudeta             | 32:17,82 min      |
| 100 m Hürden       | Gebeyanesh Gedecha | 14,45 s           | Alemitu Assefa        | 14,65 s           | Meskerem Gizew              | 14,84 s           |
| 400 m Hürden       | Gebeyanesh Gedecha | 58,30 s           | Alemitu Assefa        | 60,00 s           | Bezaalem Desta              | 60,94 s           |
| 3000 m Hindernis   | Birtukan Adamu     | 10:03,03 min      | Mekides Abebe         | 10:04,40 min      | Weynshet Ansa               | 10:08,68 min      |
| 4 × 100 m Staffel  | Mekelakeya         | 47,63 s           | Sidama Coffee         | 48,03 s           | Amhara Region               | 49,44 s           |
| 4 × 400 m Staffel  | Ethio Electric     | 3:41,67 min       | Mekelakeya            | 3:41,85 min       | Oromia Region               | ? 1               |
| 10.000 m Bahngehen | Yehualeye Beletew  | 45:41,86 min      | Mare Bitew            | 48:39,34 min      | Aynalem Eshetu              | 49:07,40 min      |
| Hochsprung         | Ariyat Dibow Ubang | 1,76 m            | Ajuda Umed            | 1,60 m            | Kiru Uman                   | 1,60 m            |
| Stabhochsprung     | nicht ausgetragen  | nicht ausgetragen | nicht ausgetragen     | nicht ausgetragen | nicht ausgetragen           | nicht ausgetragen |
| Weitsprung         | Kiru Uman          | 5,77 m            | Ariyat Dibow Ubang    | 5,65 m            | Ajuda Umed                  | 5,43 m            |
| Dreisprung         | Ajuda Umed         | 12,70 m           | Ariyat Dibow Ubang    | 12,65 m           | Amar Ubang                  | 12,51 m           |
| Kugelstoßen        | Zurga Usman        | 13,55 m           | Amele Yibeltal        | 12,63 m           | Selamawit Mare              | 12,15 m           |
| Diskuswurf         | Merhawit Tshaye    | 42,76 m           | Zurga Usman           | 39,31 m           | Alemitu Teklesilassie       | 39,23 m           |
| Hammerwurf         | nicht ausgetragen  | nicht ausgetragen | nicht ausgetragen     | nicht ausgetragen | nicht ausgetragen           | nicht ausgetragen |
| Speerwurf          | Abeba Abera Bune   | 43,58 m           | Bizunesh Tadesse Jilo | 43,04 m           | Ber Asach                   | 42,86 m           |
| Teamwertung        | Mekelakeya         | 161 Punkte        | Oromia Region         | 106 Punkte        | Commercial Bank of Ethiopia | 88 Punkte         |

### Mixed
| Disziplin            | Gold       | Leistung   | Silber        | Leistung   | Bronze        | Leistung   |
| -------------------- | ---------- | ---------- | ------------- | ---------- | ------------- | ---------- |
| Teamwertung (gesamt) | Mekelakeya | 286 Punkte | Oromia Region | 247 Punkte | Sidama Coffee | 195 Punkte |